# 민사소송의 목적

#### 민사소송의 목적
민사소송이란 제도가 어떠한 목적을 가지는 것이냐 또는 무엇 때문에 존재하는 것이냐라는 목적관을 둘러싸고 몇 개의 학설이 대립되고 있다. 예를 들면 개인의 권리가 침해되고 있을 경우에 그 권리를 침해로부터 지키기 위하여 민사소송의 목적이 있다는 견해, 혹은 현재 사회에는 그물의 눈과 같이 둘러싸인 사법의 질서가 있기 때문에 이러한 사법의 질서를 유지하기 위하여 민사소송의 제도가 마련되어 있다는 견해, 사인(私人)간에 분쟁이 발생한 경우에 그 분쟁의 해결이라는 역할·임무를 담당하기 위한 것으로서 민사소송제도가 있는 것이라는 견해 등이 있다. 대한민국에 있어서는 후자의 사인(개인)간의 분쟁해결이 목적이라는 견해가 통설로 되어 있다. 이러한 견해 가운데 어느 것을 민사소송제도의 목적으로 하느냐에 따라서 민사소송에 있어서 ① 심리의 대상, ② 혹은 심리를 지배하는 원칙, ③ 재판을 내린 후에 있어서의 효력범위 등을 결정하는 데 있어서 중대한 상위를 낳게 된다. 또한 같은 분쟁의 해결이라는 관점에서 민사소송의 목적을 얻으려고 하는 입장을 취하는 경우에도 소유권이나 임차권 등의 사권을 단위마다 구분하여 분쟁하는 사고방식과, 현실적으로 발생한 분쟁을 충실하게 재판면에 반영시켜 그 전체를 일거에 해결하는 각도에서 분쟁을 취해야 한다는 사고방식이 나오게 된다. 대한민국에서는 전자의 입장을 통설로 하고 있으나 후자의 관점에서 여기에 비판을 가하는 학자가 비교적 많은 세력을 점하고 있다.
- 사권보호설: 개인주의의 입장에서 개인의 사법상 권리보호가 목적이라고 한다.
- 법질서보호설: 법질서유지설은 전체주의의 입장에서 법질서유지가 목적이라고 한다.
- 분쟁해결설: 분쟁을 해결하는 것이 목적이라는 설이다.

#### 민사소송의 이상

##### 적정適正
적정한 재판을 구연하기 위해 대리인제도(代理人制度), 구술주의(口述主義),직접주의(直接主義), 석명권(釋明權), 보충적 직권증거조사(補充的 證據調査), 교호심문제도 (交互訊問制度)  등을 인정하고 있다. 또 잘못된 재판을 시정하기 위하여 3심제와 상소제도, 재심제도 등의 불복제도를 인정하고 있다.

##### 공평
중단, 중지제도, 제척 기피, 회피 제도 등이 있다.

##### 신속
신속한 재판을 위하여 독촉절차, 제소전화해절차, 소액심판절차 등 특수절차, 변론기일 전에 쟁점과 증거를 변론기일 전에 준비하는 변론준비절차와 변론기일의 집중심리제도, 적시제출주의, 재정기간제도, 실기한 공격방어방법의 각하, 기일불출석시 자백간주나 취하간주제도, 종국판결의 선고기간을 1심의 경우 제소일로부터 5월이내로 법정한 것, 소송지휘권에 의한 절차진행 등의 제도가 있다.

##### 경제
소송경제란 법원과 당사자가 들이는 비용과 노력을 최소한으로 하는 것을 말한다. 이를 구현하기 위하여 소액사건에서의 구술제소, 심리가 편한 법원으로의 이송, 여러 사건을 한꺼번에 심리할 수 있도록 하는 소의 객관적 또는 주관적 병합, 현실성 있는 변호사보수의 소송비용산입, 소송구조 등을 마련하고 있다.

## 참고 자료
- 조상희, 『법학전문대학원 민사소송법 기본강의』. 한국학술정보(주), 2009. ISBN 978-89-534-2307-7
- 김재현, 다음한자사전